# Iàmblic II
Iàmblic II (grec antic: Ἰάμβλιχος; llatí: Iamblichus) fou filarca o príncep d'Èmesa, a Síria. Era fill de Iàmblic I i formava part de la família dels samsigeràmides.
L'any 20, després de nou anys de vacant al govern d'Èmesa, va aconseguir d'August el seu nomenament com a filarca, recuperant els dominis que havien estat arrabassats al seu pare pel seu oncle Alexandre i després havien quedat sense dirigent. Va governar fins a l'any 11 aC i el va succeir Sampsigeram II.